# دوريس اكيرز
دوريس اكيرز (بالإنجليزية: Doris Akers)‏ هي ملحنة أمريكية، ولدت في 21 مايو 1923 في بروكفيلد في الولايات المتحدة، وتوفيت في 26 يوليو 1995 في منيابولس في الولايات المتحدة.

## وصلات خارجية
- دوريس اكيرز على موقع ميوزك برينز (الإنجليزية)
- دوريس اكيرز على موقع قاعدة بيانات برودواي على الإنترنت (الإنجليزية)
- دوريس اكيرز على موقع ديسكوغز (الإنجليزية)